# Grabowscy herbu Topór
Grabowscy herbu Topór – polski ród szlachecki. Pierwotnie rodzina osiadła w województwie sieradzkim, w XVII wieku jedna jej gałąź przeniosła się na Litwę. W XVI wieku niektórzy Grabowscy przyjęli kalwinizm. Herb ten przyjął, po zmianie z herbu Oksza, naturalny syn Stanisława Augusta Poniatowskiego Stanisław Grabowski (zm. 1845). 